# La donna del lago delle anime profumate
La donna del lago delle anime profumate (Xian Hunnü) è un film del 1993 diretto da Xie Fei.

## Riconoscimenti
- 1993 - Festival di Berlino
  - Orso d'oro